# Indian Hills (Texas)
Indian Hills es un lugar designado por el censo ubicado en el condado de Hidalgo en el estado estadounidense de Texas. En el Censo de 2010 tenía una población de 2.591 habitantes y una densidad poblacional de 394,16 personas por km².

## Geografía
Indian Hills se encuentra ubicado en las coordenadas 26°12′40″N 97°55′9″O / 26.21111, -97.91917. Según la Oficina del Censo de los Estados Unidos, Indian Hills tiene una superficie total de 6.57 km², de la cual 6.31 km² corresponden a tierra firme y (4.06%) 0.27 km² es agua.

## Demografía
Según el censo de 2010, había 2.591 personas residiendo en Indian Hills. La densidad de población era de 394,16 hab./km². De los 2.591 habitantes, Indian Hills estaba compuesto por el 90.78% blancos, el 0.42% eran afroamericanos, el 0.15% eran amerindios, el 0.08% eran asiáticos, el 0% eran isleños del Pacífico, el 8.14% eran de otras razas y el 0.42% pertenecían a dos o más razas. Del total de la población el 96.57% eran hispanos o latinos de cualquier raza.